# Moutiers-sous-Chantemerle
Moutiers-sous-Chantemerle is een plaats en voormalige gemeente in het Franse departement Deux-Sèvres in de regio Nouvelle-Aquitaine en telt 654 inwoners (1999). De plaats maakt deel uit van het arrondissement Bressuire.

## Geschiedenis
Moutiers-sous-Chantemerle is op 1 januari 2019 gefuseerd met de gemeenten Le Breuil-Bernard, La Chapelle-Saint-Étienne, Moncoutant, Pugny en Saint-Jouin-de-Milly tot een nieuwe gemeente, geheten Moncoutant-sur-Sèvre. 

## Geografie
De oppervlakte van Moutiers-sous-Chantemerle bedraagt 25,5 km², de bevolkingsdichtheid is 25,6 inwoners per km².
De onderstaande kaart toont de ligging van Moutiers-sous-Chantemerle met de belangrijkste infrastructuur en aangrenzende gemeenten.

## Demografie
Onderstaande figuur toont het verloop van het inwonertal.
Le Breuil-Bernard · La Chapelle-Saint-Étienne · Moncoutant · Moutiers-sous-Chantemerle · Pugny · Saint-Jouin-de-Milly